# Литвиново (Наро-Фоминский район)
Литвиново — деревня в составе Территориального управления Таширово Наро-Фоминского городского округа Московской области Российской Федерации. Одно из древнейших поселений региона, археологически датируемое III тысячелетием до н.э. Первое документальное упоминание пустоши Литвиново относится к 1628 году. С середины XVII века – родовое село Волынских, с 1705 года – князей Щербатовых. После Революции 1917 года Литвиново приобрело статус крестьянского поселения. В Литвинове на территории бывшей усадьбы князей Щербатовых расположен одноимённый санаторий «Литвиново» Мэрии и Правительства Москвы.

### Географические данные
Литвиново расположено в центральной части Наро-Фоминского городского округа на высоком правом берегу реки Нара.
Расстояние по автомобильным дорогам до города Наро-Фоминска – 12 км, до города Вереи – 33 км.
Высота центра деревни над уровнем моря – 172 м.
Ближайшие населённые пункты: деревни Любаново, Мякишево, Новинское и Таширово.

### История

#### III тысячелетие до н.э.
В III тысячелетии до н.э. на территории современного Литвинова располагалось поселение представителей фатьяновской культуры. В 1958 году при строительстве санатория «Литвиново» на месте будущего левого крыла здания было найдено захоронение периода бронзового века: в погребении, не имевшем каких-либо внешних признаков, находился каменный боевой топор,  характерный для фатьяновцев.

#### XVI–XVII века
В начале XVII века Литвиново было пустошью, входившей в состав Нового имения дворян Волынских с центром в селе Новое (современная деревня Новинское). Имение являлось «старинной вотчиной» Волынских. Очевидно, в конце XVI века хозяином имения был Петр Фёдорович Волынский (ум. в начале 1620-х), служивший воеводой в Шуе.
В 1628 году Литвиново принадлежало Дмитрию Петровичу Волынскому (ум. в 1677/1682) – дворянину московскому, служившему воеводой и начальником Холопьего приказа. При нем центр имения перенесли из Нового (Новинского) в Литвиново, ставшее сельцом; до 1646 года здесь на высоком берегу Нары был поставлен двор хозяина вотчины.
В конце 1870-х годов имение перешло к стольнику Александру Дмитриевичу Волынскому (ум. около 1698): в 1677 г. он был единственным владельцем Литвиновской вотчины.
В конце XVII века родовое сельцо с деревнями унаследовал стольник Иван Александрович Волынский. Он умер бездетным в 1704 году, и Литвиново перешло к его родной сестре княгине Агафье Александровне Щербатовой, урождённой Волынской.

#### XVIII век
В 1705 году Литвиновскую вотчину официально оформили на мужа княгини А.А. Щербатовой – стольника князя Ивана Ивановича Щербатова (ум. после 1730), одного из сподвижников царя Петра Алексеевича, служившего капитаном Семеновского полка, главой Сыскного приказа и воеводой. Московский дом князя И.И. Щербатова стоял на улице Петровка в приходе храма иконы Божией Матери «Знамение».
Уже в начале XVIII века фактическим хозяином Литвинова был младший сын князя – Алексей Иванович Щербатов (ум. в 1740), обучавшийся в Европе навигации и служивший военно-морским офицером. При нём в селе в 1710-1712 годах возвели каменную церковь во имя Успения Пресвятой Богородицы. Храм в стиле московского барокко был многоярусным: «над четвериком первого яруса возвышался верхний объём восьмигранной конфигурации, завершавшийся одним куполом. Его венчал световой барабан с луковичной главкой. К четверику примыкали алтарь и трапезная. Интерьер украшали фрески и растительный орнамент. Размеры церкви составляли 8,5 метров в ширину, 27 – в длину и 33 – в высоту. В трапезной части был освящен ещё один придел – Владимирский». Колокольни при храме не было. Вероятно, в те же годы в Литвинове был построен новый помещичий дом.
В 1740 году Литвиново унаследовала вдова князя А.И. Щербатова – Софья Григорьевна, урождённая княжна Урусова (ум. в 1750-1760-х).
Во время генерального межевания 1768 года единственным владельцем Литвиновского имения значился отставной секунд-майор князь Григорий Алексеевич Щербатов (1735-1810). Он служил депутатом и избирался предводителем дворянства Верейского уезда. В состав щербатовского имения входили сёла Литвиново и Пашково, сельцо Чешково, деревни Алешкова и Новикова (Новинское) с пустошами. В Литвинове стоял «дом господский каменный», окружённый регулярным парком. Это имение было постоянной летней резиденцией Щербатовых. В 1770 году Г.А. Щербатов пристроил к Успенскому храму каменную колокольню с курантами. В 1776 году в Литвинове работала ткацкая фабрика, расположенная на берегу Нары.

#### XIX век
В начале 1810 года князь Г. А. Щербатов и его жена Анастасия Николаевна, урождённая княжна Долгорукова (1750-1810), скончались и были похоронены в трапезной части усадебного храма Успения. Имение унаследовали трое их сыновей: будущие герои Отечественной войны 1812 года и Заграничных походов 1813–1814 годов генералы Алексей (1776–1848) и Николай (1778–1845) Григорьевичи, а также их младший брат Сергей (1779–1855).
Во время французской оккупации 1812 года Литвиновское имение было разорено: солдаты неприятеля осквернили Успенский храм, разграбили и частично разрушили княжеский дом, уничтожили 51 крестьянский двор. Церковь освятили вновь 13 февраля 1813 года. Княжеский дом был перестроен в конце десятилетия.
В середине 1810-х годов братья Щербатовы разделили родительские имения. Родовое Литвиново получил старший брат – Алексей Григорьевич Щербатов, служивший членом Государственного совета Российской империи и Московским военным генерал-губернатором (1843–1848). В летнее время он управлял Москвой из Литвинова.
Фактической хозяйкой Литвинова стала вторая жена князя (с 1817) – Софья Степановна Щербатова, урождённая Апраксина (1797–1885). Создательница системы дворянской благотворительности в Москве и основательница «Дамского попечительства о бедных» (1844). Княгиня Щербатова оставалась хозяйкой Литвинова на протяжении 68 лет.
На рубеже 1810-1820-х годов под руководством С.С. Щербатовой восстановили и частично перестроили усадебный дом, создали великолепный пейзажный парк с двумя искусственными прудами, сохранившимися до настоящего времени. Позднее, в дополнение к каменному «Белому дому», за кухонным флигелем возвели деревянную «дачу» – трёхэтажный дом, превосходивший размерами старую усадьбу. В двух княжеских домах насчитывалось 32 комнаты, «общая площадь пяти этажей» составляла 2520 кв. аршин.
В начале 1830-х годов Щербатовы основали в Литвинове бесплатную лечебницу для крестьян. В середине десятилетия А.Г. Щербатов получил от министра внутренних дел разрешение на организацию в селе Успенской (существовала до 1917 года) и Рождественской ярмарок, а также еженедельных торгов для крестьян. В 1830–1840 годах при самом активном участии Щербатовых в Наре-Фоминской была создана бумагопрядильная мануфактура, получившая название «Софьинской» в честь хозяйки Литвинова.
В 1836 году Щербатовы поставили в Успенском храме новый четырехъярусный иконостас; настенные  и потолочные фрески были закрашены белой краской.
В Литвинове две храмовые иконы почитались как чудотворные: Боголюбская икона Божией Матери и Успение Пресвятой Богородицы. В дни соответствующих церковных праздников сюда стекалось много паломников со всех концов Верейского уезда. Во время эпидемий с литвиновскими чудотворными иконами совершались крестные ходы в другие сёла и деревни уезда. В 1864 году по инициативе настоятеля Успенского храма и на средства крестьян прихода в церкви обустроили второй Боголюбский придел. Тогда же на средства княгини С.С. Щербатовой в едином стиле с Боголюбским был перестроен и старый Владимирский придел.
В 1848 году после смерти князя А.Г. Щербатова совладельцами Литвинова стали его вдова кавалерственная дама княгиня Софья Степановна и сыновья Григорий, Владимир и Александр.
Григорий Алексеевич Щербатов (1819–1881) – «человек просвещенный, развитой, с современными воззрениями», в обществе имел репутацию «хрустально-чистого» человека. Служил попечителем Санкт-Петербургского учебного округа и университета, избирался предводителем дворянства Санкт-Петербургской губернии (1861-1864), гласным думы и был активным земским деятелем. После смерти отца он радикально реформировал жизнь литвиновских крестьян; княжеская земля стала обрабатываться «вольным трудом» крестьян.
Владимир Алексеевич Щербатов (1826–1888) служил секретарём Императорской Русской дипломатической миссии в Штутгарте, избирался Саратовским губернским предводителем дворянства и был Саратовским гражданским губернатором.
Александр Алексеевич Щербатов (1829–1902) служил в армии, затем – Верейским предводителем дворянства (1859). Оставил уникальные воспоминания о своей семье и Литвиновской вотчине. Стал первым всесословно избранным головой Москвы (1863–1869) и был удостоен звания первого Почётного гражданина столицы (1866); является создателем системы московского городского самоуправления.
В 1863 году княгиня С.С. Щербатова открыла в соседнем селе Любаново школу. В 1869 году в Литвинове построила богадельню для престарелых и слепых женщин и училище для крестьянских детей. В 1883 году в Новинском начала работать бесплатная Щербатовская больница, предназначенная для крестьян, вне зависимости от их места проживания (в начале XX века здесь лечили 4500 человек в год). Вплоть до Революции 1917 года все затраты на содержание учреждений в Литвинове хозяева имения покрывали из своих средств.
В середине 1880-х годов Литвиново становится для князей Щербатовых «памятником семейной истории»: после смерти С.С. и Г.А. Щербатовых хозяева родовой верейской вотчины живут в других имениях (в Наро-Фоминске, Васильевском, Немирове) и приезжают в Литвиново на несколько недель в году, продолжая при этом в полном объёме финансировать местные богоугодные заведения. На рубеже XIX–XX веков в имении активно развивали лесное хозяйство.
В конце XIX столетия Литвиново принадлежало вдове князя Г.А. Щербатова – благотворительнице Софье Александровне, урождённой графине Паниной (1825–1905), и её детям: Алексею, Александру и Марии.

#### XX век: до Революции 1917 года
В 1905 году, после кончины княгини С.А. Щербатовой, старшим владельцем Литвинова стал Алексей Григорьевич Щербатов (1848–1912), служивший церемониймейстером и егермейстером императора Александра III. Он избирался предводителем дворянства Подольской губернии (1887–1893) и почетным мировым судьей Брацлавского уезда. Был женат на Марии Григорьевне, урождённой графине Строгановой (1857–1920), – последней представительнице своей ветви рода Строгановых.
Работу литвиновского управляющего контролировал Александр Григорьевич Щербатов (1850–1915) – убеждённый монархист, православный патриот, неординарный публицист. Князь служил  президентом Московского общества сельского хозяйства, был учредителем и председателем Российского союза торговли и промышленности, главноуполномоченным Красного Креста во время Русско-японской войны 1904–1905 годов. В Первую Русскую Революцию 1905–1907 годов А.Г. Щербатов много сделал для объединения национально-монархической общественности России; его избирали председателем Союза русских людей и Всероссийского съезда русских людей. Был женат на Ольге Александровне, урождённой графине Строгановой (1857–1944), – последней представительнице своей ветви рода Строгановых.
Мария Григорьевна (1860–1919) была замужем за дипломатом князем А.Н. Долгоруковым (1862–1914), с которым развелась в 1902 году. Обосновалась в Италии, умерла и была похоронена во Флоренции.
В 1910 году хозяева Литвинова составили раздельный акт, согласно которому родовое имение стало собственностью старшего представителя литвиновской ветви рода Щербатовых – князя Алексея Григорьевича. В 1912 году имение унаследовали его дети – Владимир и Александра. Они стали последними владельцами родовой верейской вотчины князей Щербатовых.
Владимир Алексеевич Щербатов (1880–1920), старший владелец Литвинова, получил инженерно-техническое образование и в годы Первой мировой войны служил военным инженером. В 1914 году венчался с Еленой Петровной Столыпиной (1893–1985) – дочерью Председателя Совета министров Российской империи П.А. Столыпина. В браке родились две дочери: Ольга (1915–1948) и Мария (1916–2005).
Княжна Александра Алексеевна Щербатова (1881–1920)  замужем не была. С 1902 года состояла фрейлиной последней императрицы Александры Фёдоровны.
Сразу же после начала Первой мировой войны Щербатовы оборудовали в Литвиновской лечебнице лазарет II разряда и в княжеском доме – госпиталь III разряда. Раненые солдаты проходили здесь лечение и реабилитацию. В Немировском дворце, где хозяева Литвинова проживали постоянно , был создан большой госпиталь I разряда – здесь княгини Щербатовы работали сёстрами милосердия.

#### XX век: после Революции 1917 года
Владельцы Литвинова были убиты красноармейцами 388-го Богунского полка в их Немировском имении на Украине 8 (21) января 1920 года: княжну Александру Алексеевну и её мать княгиню М.Г. Щербатову расстреляли рядом со зданием дворца. Тело князя В.А. Щербатова было найдено 26  января 1920 года в 6 километрах от дворца. Елене Петровне Щербатовой с малолетними дочерьми удалось скрыться от убийц.
Летом 1923 года в Литвинове отдыхали и учились танцу девочки из Школы Айседоры Дункан. В августе 1923 года А. Дункан и её муж поэт Сергей Есенин также отдыхали в княжеской усадьбе.
В 1920-1930-е годы в Литвинове работал пионерский лагерь для детей сотрудников и слушателей Военной академии имени М.В. Фрунзе. Он был обустроен в перестроенном и расширенном левом флигеле усадьбы.  
До 2006 года Литвиново входило в состав Крюковского сельского округа.

### Население
| 2002 | 2006 | 2010 |
| ---- | ---- | ---- |
| 518  | ↘355 | ↘289 |

Население — 289 чел. (2010), в деревне числятся 2 улицы и 5 садовых товариществ.